# 邪な囁き
『邪な囁き』（よこしまなささやき）は大石圭の小説。

## 概要
角川ホラー文庫より2007年5月10日発売（ISBN 978-4-04-357215-1）。

## ストーリー
主人公・正田正義（しょうだまさよし）の心には、幼い頃からずっと忌まわしい生き物（あいつ）が棲みついていた。
そして『あいつ』は毎日のように囁き、そして正義は『あいつ』の考えついたことを実行する。歩道橋の階段にパチンコ玉を並べる、電車のレールの上に石ころを並べる、赤ん坊の乗ったままのベビーカーを持ち去る、マンションの屋上から通りにタイルを落とす、高速道路に大きな石を落とす、そして・・・。
主人公が、心に棲みついた忌まわしい生き物の囁きに抗えずに、囁かれるがままに悪戯をし、ついには犯罪にまで発展してゆくという物語である。